# Клан Браун
Клан Браун(англ. Clan Broun) — один из кланов равнинной части Шотландии.

## История

### Происхождение клана
Историк Блэк утверждает, что Брауны кельтского происхождения могли быть названы в честь их происхождения от местных судей, которые были известны как «brehons». По другой версии клан произошёл от Вальтера Ле Бруна, который в 1073 году приехал из Франции в Шотландию на помощь королю Шотландии Малкольму.
Первое упоминание о клане Браун в Ист-Лотиане задокументировано в начале двенадцатого века.
Сэр Дэвид Ле Брун был свидетелем закладки фундамента аббатства Холируд в 1128 году. Он отдал земли аббатству в обмен на молитвы за здоровье его сына.
Глава клана Браун пользовался значительной королевской поддержкой, что могло быть связано с их предполагаемым выходом из королевского дома Франции. На гербе и оружии вождя нанесены три золотые лилии королей Франции.
Во время гражданской войны сэр Джон Браун из Форделла командовал армией роялистов в битве при Инверкитинге в 1651 году . Его сын Патрик Браун из Колстоуна получил статус баронета Новой Шотландии в 1686 году.

### Легенда клана
Джордж Браун в 1543 году женился на Джин Хей, второй дочери лорда Эстер, родоначальника маркизов Твиддэйл. Приданое Джин состояло из «груши Колстоун», которая была наделена чудесными способностями волшебником 13-го века и некромантом Уго де Гиффордом из Эстер. Согласно легенде эта груша приносила обеспечение и стабильное процветание семьи, которой она принадлежала. Груша была свежей, как и в тот день, когда её собрали до тех пор, пока в 17-м веке беременная женщина не откусила кусочек, после этого груша окаменела.

## Клановые замки
- Замок Карслуит
- Дом Брантсфилд
- Дом Колстоун